# 李鑑 (弘治進士)
李鑑（1467年—？），字孔昭，直隸永平府灤州人，軍籍，明朝政治人物。

## 生平
弘治十一年（1498年）戊午科順天府鄉試第一百十五名舉人。弘治十五年（1502年）中式壬戌科會試第二百七十七名，三甲第九十一名進士。官当涂县知县。

## 家族
曾祖李貳；祖父李貴；父李聚，母王氏。永感下。弟镗、镇。